# Wind Hellas

Unternehmenslogo

Wind Hellas, Eigenschreibweise WIND Hellas,  ist ein griechischer Mobilfunkanbieter. Es ist der drittgrößter Anbieter in Griechenland nach Cosmote sowie Vodafone Greece.

## Entwicklung
Mitte 1992 erwarb die italienische STET (Società Finanziaria Telefonica) eine GSM-Lizenz zum Aufbau eines Mobilfunknetzes in Griechenland für 30 Milliarden Drachmen (ca. 88 Millionen Euro) und gründete das Unternehmen TELESTET Hellas.
Am 29. Juni 1993 das erste Mobilfunkgespräch in Griechenland vermittelt, im Jahre 1998 ging TELESTET als erstes griechisches Telekommunikationsunternehmen an die Wertpapierbörsen NASDAQ in New York City und die Amsterdam Stock Market.
TELESTET wurde Anfang 2004 durch Telecom Italia übernommen. Am 8. Februar 2004 wurde TELESTET Hellas in TIM Hellas umbenannt.
Aufgrund massiver Finanzprobleme der Telecom Italia wurde ein Anteil von 80,87 Prozent der TIM International N.V., zu der auch TIM Hellas gehörte, am 4. April 2005 für 1.114 Millionen Euro an die Kapitalanlagegesellschaften Apax Partners und Texas Pacific Group verkauft.
Im April 2007 wurde TIM Hellas dann an Weather Investments, die Telekommunikationsholding des Ägypters Naguib Sawiris verkauft. Im Mai 2007 wurden die Aktivitäten der griechischen Mobilfunkbetreiber TIM Hellas und Q-Telecom zusammengelegt. Ab 5. Juni 2007 firmieren TIM Hellas und Q-Telecom als Wind Hellas.
Nach gescheiterten Initiativen von Finanzinvestoren wurde Wind Hellas 2010 von den Gläubigern übernommen.
Am 11. Januar 2023 fusionierte Wind Hellas mit Nova, daher wurden Festnetz- und Mobiltelefonie, Internet und andere Dienste von Wind in Nova umbenannt.

(Historische) Logos des Unternehmens
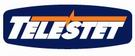
1999–2004
2004
2004–2007
2007–2015
2015–